# Weinbau in Luxemburg

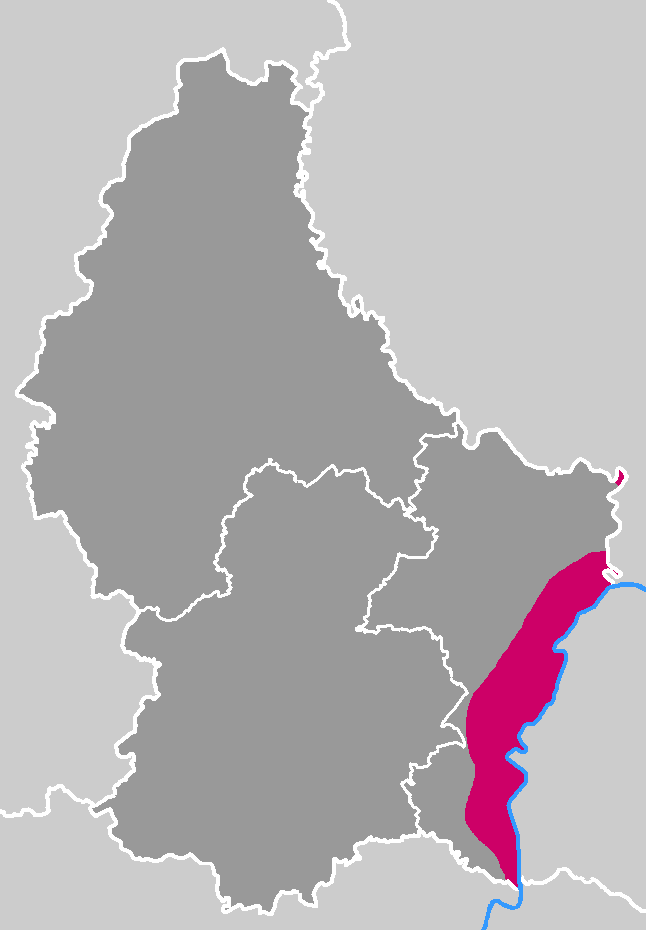
Weinbauregion in Luxemburg

Der Weinbau in Luxemburg beschreibt größtenteils das Moselgebiet mit den auch für die deutsche Mosel typischen steilen Hängen und Gesteinsböden. Das Weinbaugebiet Luxemburg heißt deshalb eigentlich Luxemburger Mosel und Miselerland. Allerdings sind in Luxemburg nicht die für die deutsche Mosel typischen Schieferböden vorzufinden, sondern Muschelkalk und Keuper. Zudem weitet sich das Tal von Nord nach Süd, so dass die Landschaft beim Moseleintritt bei Schengen nur recht niedrige, abgerundete Hänge aufweist.
Im Weinanbaugebiet Luxemburg werden fast ausschließlich trockene, sortenreine Weißweine ausgebaut. Typisch für die Luxemburger Mosel ist das Nebeneinander deutscher und nordfranzösischer Rebsorten, so zum Beispiel Riesling, Müller-Thurgau (lokal Rivaner genannt), Elbling, Auxerrois, Grauburgunder (lokal Pinot gris genannt), Weißburgunder (lokal Pinot blanc genannt) und Gewürztraminer. Rotweine, meist Pinot noir (Spätburgunder), manchmal Sankt Laurent, sind eher selten. Ein nicht unerheblicher Anteil der Weißweintrauben wird zu Schaumwein oder Crémant verarbeitet.
Heute bewirtschaften rund 450 Haupt- und Nebenerwerbswinzer 1300 Hektar Weinberge. Die Weine werden erzeugt durch die Mitglieder der Kellereigenossenschaften Domaines de Vinsmoselle (58 Prozent der Landesproduktion), die Privatwinzer (Organisation Professionelle des Viticulteurs Indépendants; 28 Prozent der Produktion), sowie den Weinhandel (14 Prozent der Produktion).
Die Luxemburger Weinkönigin (luxemburgisch Lëtzebuerger Wäikinnigin) repräsentiert die Weine und den Weinbau in Luxemburg. Sie wird alljährlich am zweiten Septemberwochenende auf dem Trauben- und Weinfest in Grevenmacher gekrönt.

## Geschichte des Weinbaus in Luxemburg
Die Weinbaugeschichte Luxemburgs ist eng mit dem geschichtlichen Geschehen an der Untersauer und Mosel verbunden.
Die Mosel bildet auf einer Länge von 36 Kilometer die Grenze zu Deutschland. An der deutschen Uferseite liegt das Anbaugebiet Mosel.
Die Geschichte der beiden Regionen ist eng miteinander verknüpft, hier wie dort reicht der Rebenanbau bis in die Römerzeit zurück. Die Römer brachten im 1. Jahrhundert v. Chr. den Weinbau in dieses Gebiet.
Im Mittelalter führte die Gründung zahlreicher Klöster zum Aufschwung des Weinbaus im gesamten Land. Erst mit dem sehr strengen Winter 1709 wurde im ganzen Land mit Ausnahme des Moseltals der Rebbestand zerstört. Zu 90 Prozent wurden in der Folgezeit Reben der Sorte Elbling angepflanzt, die fast exklusiv als Fassware für den Verschnitt in das deutsche Weinbaugebiet Mosel-Saar-Ruwer exportiert wurden. Als Luxemburg nach dem Ersten Weltkrieg entsprechend den Vereinbarungen des Friedensvertrags von Versailles aus dem deutschen Zollverein austrat, ergab sich für den luxemburgischen Weinbau eine ganz neue Situation, da der bisherige Verkaufsmarkt wegbrach. Luxemburg ging 1922 eine Zollunion mit Belgien ein (UEBL). Daraufhin wurden neue, französische Rebsorten eingeführt und der luxemburgische Staat versuchte, die Identität der eigenen Weine zu stärken. Dies führte zur Gründung eines Weinbauinstituts 1925 in Remich sowie der Gründung 1935 des Qualitätsweinsystems der Marque nationale des vins de la Moselle luxembourgeoise.

## Rebsorten
Die Großherzogliche Verordnung vom 6. Mai 2004 gestattet die Weinherstellung (Wein sowie Qualitätswein) mit folgenden Rebsorten:
| Rebsorte       | Fläche in Hektar | Prozentualer Anteil | Bemerkungen                                        |
| -------------- | ---------------- | ------------------- | -------------------------------------------------- |
| Müller-Thurgau | 366,8            | 28,5                | hier Rivaner genannt                               |
| Auxerrois      | 183,9            | 14,3                |                                                    |
| Grauburgunder  | 180,7            | 14,0                | hier Pinot gris genannt                            |
| Riesling       | 159,1            | 12,3                |                                                    |
| Weißburgunder  | 144,5            | 11,2                | hier Pinot blanc genannt                           |
| Elbling        | 115,9            | 9,0                 |                                                    |
| Spätburgunder  | 94,8             | 7,4                 | hier Pinot noir genannt, bedeutendste Rotweinsorte |
| Gewürztraminer | 19,4             | 1,5                 |                                                    |
| Chardonnay     | 16,1             | 1,3                 |                                                    |

Die Flächenanteile beziehen sich auf das Jahr 2008.
In geringerem Umfang finden sich auch die Sorten Dakapo, Gamay, Muskat-Ottonel, Frühburgunder (Pinot noir précoce), St. Laurent und Silvaner. Die Rebsorte Dakapo darf allerdings nur in einem Verschnitt von maximal zehn Prozent mit den Rebsorten Pinot noir, Gamay, Frühburgunder sowie St. Laurent verwendet werden.

## Weinprädikate und der Luxemburger Qualitätswein

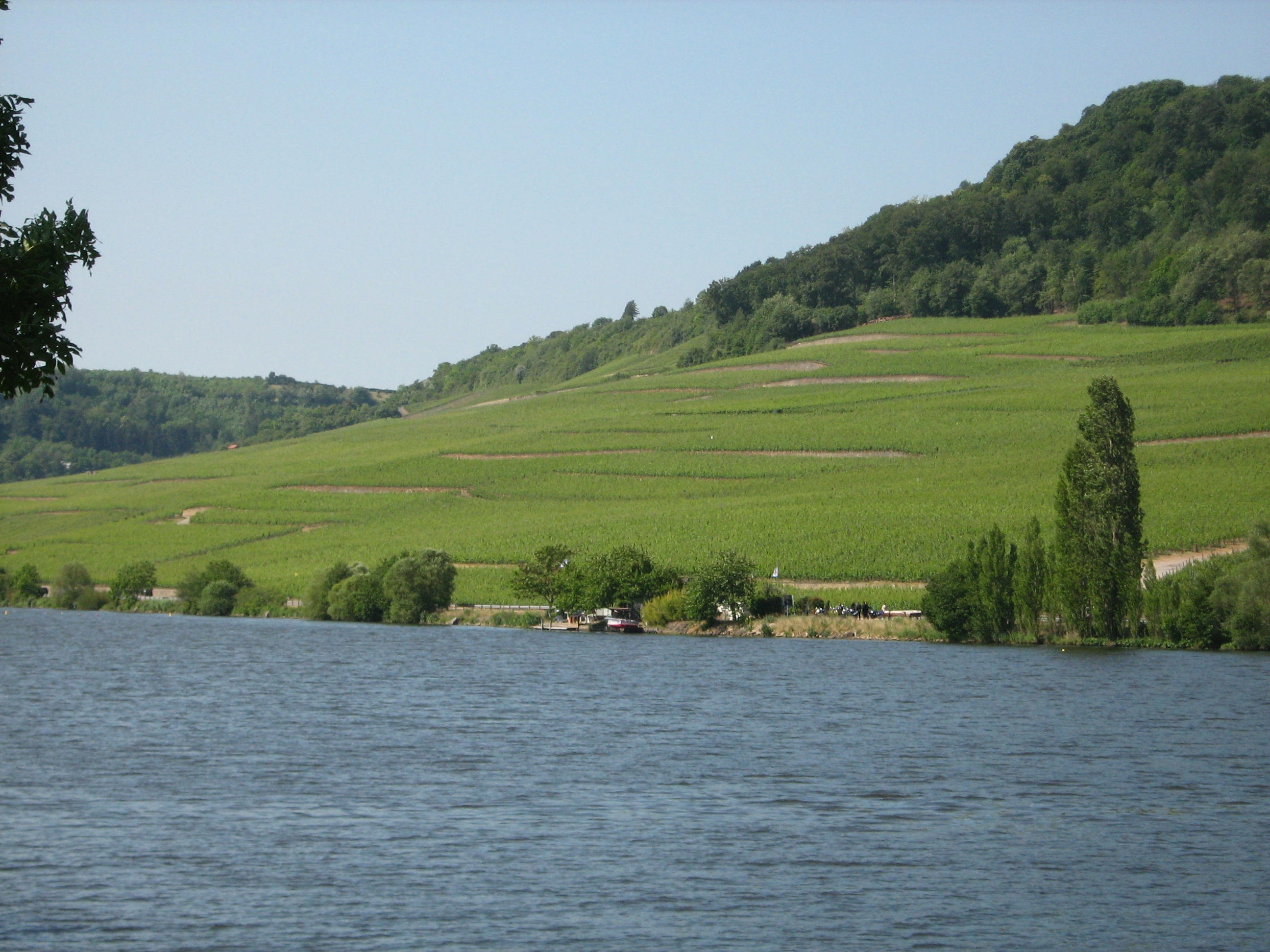
Weinbau an der Luxemburger Mosel

Das Qualitätsweinsystem Marque Nationale des Vins luxembourgeois wurde am 12. März 1935 eingeführt. Ein kleines rechteckiges Zusatzetikett auf der Rückseite der Flasche bestätigt mit der Marque Nationale-Appellation contrôlée die kontrollierte Herkunft und garantiert eine Grundqualität des Weins.
Der Wein wird einer staatlichen Laboranalyse im Institut Viti-Vinicole in Remich unterzogen. Außerdem werden die Weine sensorisch nach den Kriterien Farbe, Klarheit, Geruch und Geschmack in einer Kommission der Marque Nationale des Vins luxembourgeois beurteilt. Das Rückenetikett erhält der Winzer bei einer Mindestbewertung von 12 Punkten in einer Skala bis 20. Bei mindestens 14 Punkten darf der Wein die Qualitätsbezeichnung Vin classé, mit mindestens 16 Punkten die Bezeichnung Premier Cru und mit 18 bis 20 Punkten die Auszeichnung Grand Premier Cru tragen.
Als Beitrag zur Vermarktung wurde die luxemburgische Moseltalstraße zur Luxemburger Weinstraße erklärt.
Seit dem 8. Januar 2001 wurden die Bezeichnungen Vendanges Tardives (Spätlese), Vin de Glace (Eiswein) und Vin de Paille (Strohwein) eingeführt.
Seit dem 4. Januar 1991 wurde für den Qualitätssekt die Appellation Crémant de Luxembourg eingeführt. Dieser Qualitätssekt wird nach der traditionellen Methode der Flaschengärung hergestellt.
Der Crémant wird entweder als sortenreiner Wein aus den Rebsorten Elbling, Pinot blanc, Riesling, Pinot noir oder Chardonnay angeboten, als trockene (brut) oder halbtrockene (demi-sec) Cuvée (also einem Verschnitt mehrerer Rebsorten), oder als Jahrgangsschaumwein. Der Schaumwein rosé besteht hauptsächlich aus Pinot noir.
Seit dem Herbst 2014 werden die Weine an der Mosel unter dem Prädikat Appellation d’Origine Protégée (AOP) vermarktet. Die Weine werden nicht mehr unter den früheren Qualitätsbezeichnungen Premier Cru, Grand Premier Cru oder Vin classé geführt. Die neuen Kennzeichnungen lauten: lieu-dit (Lage- oder Terroirweine), Coteaux de (gebietstypische Premiumweine) und den Côtes de (harmonische Einsteigerweine).

## Weinbauorte
Der Luxemburger Weinbau verfügt über insgesamt 1295 Hektar Rebfläche. Auf der 42 Kilometer langen Strecke zwischen Rosport und Schengen liegen folgende Weinbauorte:
- Ahn mit den Einzellagen Palmberg, Gëllebour oder Göllebour, Heiligenhäuschen, Helenterbour, Hohfels, Pietert, Steinkaul, Vogelsang, Wacholderberg, Weinbour
- Bech-Kleinmacher mit den Einzellagen Enschberg, Falkenberg, Fusslach, Galgenbier, Goldberg, Gottesberg oder Gottesgôf, Hischnerg, Jongeberg, Kurschels, Naumberg, Roetschelt, Scheuerberg, Steinrausch, Stencheswengert, Perdeg, Zehrenberg
- Bous mit der Lage Johannisberg
- Ehnen mit den Einzellagen Bidelt, Brommelt, Dieffert, Ehnerberg oder Einerberg, Heiligenhäuschen, Hutte, Kelterberg, Konwelt, Leitschberg, Mestechberg, Primerberg, Reisselt, Rosemen, Stoudt, Wousselt, Zenner
- Ellange
- Erpeldingen
- Gostingen
- Greiveldange mit den Einzellagen Bensberg, Dieffert, Fels, Herrenberg, Hütte, Primerberg
- Grevenmacher mit den Einzellagen Cotes, Fels, Groard, Kraizerberg, Leitschberg, Pietert, Rosenberg
- Hettermillen
- Lenningen
- Machtum mit den Einzellagen Alwengert, Fels, Gollebour, Hohfels, Ongkaf, Schuwer, Widdem
- Mertert mit den Einzellagen Bocksberg, Elterberg, Fels, Herrenberg, Hohfels, Koeppchen, Nussbaum, Ongkaf
- Mondorf
- Niederdonven mit den Lagen Bauschberg, Diedenacker, Fels
- Oberdonven
- Remerschen mit den Einzellagen Jongeberg, Kreitzberg, Kreitchen, Reith, Rodenberg
- Remich mit den Einzellagen Altenberg, Fels, Goldberg, Haelwengert, Hopertsbour, Kirchgarten, Naumberg, Primerberg, Rochers
- Rolling
- Rosport mit der Einzellage „Hoelt“
- Schengen mit den Lagen Fels, Markusberg
- Schwebsange mit den Lagen Dieffert, Hehberg, Kolteschberg, Letscheberg, Steilberg
- Stadtbredimus mit den Lagen Brett, Diefert, Fels, Goldberg, Heide, Hosbusch, Koeppchen, Primerberg, Rousegerb, Wolwergruef
- Wasserbillig
- Wellenstein mit den Lagen Brauneberg, Enschberg, Foulschette, Jongeberg, Knipp, Kurschels, St. Annaberg, Veilchenberg
- Wintrange mit den Lagen Felsberg, Hommelsberg
- Wormeldange mit den Einzellagen Ehnerberg, Elterberg, Gaaschtwengert, Kelterberg, Koeppchen, Mohrberg, Heiligenhäuschen, Niedert, Nussbaum, Pietert, Pieteschwengert, Schengenfels, Stiercherg, Weinbour, Wousselt

Außerhalb des Moseltals wird noch an der Untersauer in Rosport in der „Hoelt“, am östlichsten Punkt des Großherzogtums, Weinbau betrieben. Außerdem gibt es eine mit Reben bestückte Parzelle im sogenannten Klostergarten am Fuße des Bockfelsens in der Stadt Luxemburg. Um die 200 Flaschen „Nicht-Moselwein“ werden daraus hergestellt.